# Ernesto Castelli
Ernesto Castelli, noto anche con lo pseudonimo di Bourlin (1869 – 21 aprile 1939), è stato un lottatore italiano, pioniere della lotta greco-romana in Italia.

## Biografia
Fondò è fu presidente della Società Atletica Milanese, che alla fine del 1800 introdusse lo sport della lotta dilettantistica in Italia presso la palestra nota in dialetto milanese come el paviment de giazz (letteralmente il pavimento di ghiaccio), disciplina che all'epoca non era esercitata da nessun club.
Nell'aprile 1899 partecipò al primo campionato italiano di lotta greco-romana organizzato presso il Teatro Dal Verme di Milano su impulso de La Gazzetta dello Sport,. Vinse il titolo mettendo al tappeto Brancaleone, Sciancon e Oddone. Fu anche campione della città di Milano.
Ebbe notevole gloria nel novembre 1889 quando ad un incontro internazionele disputato al Circo Medrano di Parigi riuscì a sconfiggere in soli 56 secondi il lottatore Laurent le Beaucairois, uno dei più forti del professionismo dell'epoca.
Nel 1901 divenne nuovamente campione italiano vincendo sia il torneo degli 80 kg, sia l'oro assoluto.
Il 16 giugno 1908, mentre attraversava piazza Castello, per recarsi al Politeama di Giacosa a Napoli, per partecipare ad un incontro internazionale, subì il furto di tre medaglie d'oro da parte di un ladro: la prima del primo premio nel campionato italiano di lotta, la seconda del primo premio del campionato milanese, la terza del Club atletico romano.
Fu allenatore di Elia Pampuri, che si iscrisse al paviment de gazz all'età di sedici anni ed in seguito divenne uno dei lottatori italiani più forti dei primi del Novecento, Arturo Annoni e Samuele Civelli.
Divenne inoltre arbitro per la Federazione Atletica Italiana (FAI), fondata nel 1902 da Luigi Monticelli Obizzi (divenuta poi FIAP, FILPJ e FILPJK, quindi divisa in FIJLKAM e FIPCF).
Venne sepolto al Cimitero Maggiore di Milano.

## Palmarès
- Campionati italiani di lotta greco-romana

Milano 1899:  Oro categoria unica;
Milano 1901:  Oro +80 kg;   Oro assoluto